# گیبز ۲۹۳۷
سیارک ۲۹۳۷ (به انگلیسی: 2937 Gibbs، نامگذاری:1980LA) دو هزار و نهصد و سی و هفتمین سیارک کشف شده‌است که در ۱۴ ژوئن ۱۹۸۰ کشف شد.
قدر مطلق سیارک برابر ۱۲٫۹۰ است.